# Albert Vanloo
Albert Vanloo fou un autor dramàtic i llibretista d'òperes i d'operetes belga d'expressió francesa nascut a Brussel·les el 1846 i mort a París el 1920.

## Obra dramàtica
- Girofle-Girofla, opereta amb música de Charles Lecocq (1874)
- Le Voyage dans la Lune, opereta amb música de Jacques Offenbach i llibret amb col·laboració d'Eugène Leterrier i Arnold Mortier (1875)
- La Petite Mariée, opereta amb música de Charles Lecocq (1875)
- L'Étoile, òpera bufa amb música d'Emmanuel Chabrier, llibret amb col·laboració d'Eugène Leterrier. (1877)
- Le Beau Nicolas, òpera còmica amb música de Paul Lacôme d'Estalenx, llibret amb col·laboració d'Eugène Leterrier (1880)
- Le Jour et la Nuit, opereta amb música de Charles Lecocq (1881)
- La Fée aux chèvres, opereta amb música de Louis Varney, llibret amb col·laboració de Paul Ferrier (1890)
- Les P'tites Michu, opereta amb música d'André Messager (1897)
- Véronique, opereta amb música d'André Messager (1898)